# Little Computer People
Little Computer People, presentato anche come The Activision Little Computer People Discovery Kit o House-on-a-Disk, è un videogioco simulatore di vita pubblicato nel 1985-1987 per gli home computer Amiga, Amstrad CPC, Apple II, Atari ST, Commodore 64 e ZX Spectrum dalla Activision. In Giappone venne pubblicato anche per PC-88 e PC-98 dalla Pony Canyon e per la console Famicom Disk System da Square/DOG, in quest'ultimo caso con il titolo Apple Town Monogatari: Little Computer People (アップルタウン物語?), a video Apple Town Story: Little Computer People.
Fu un pioniere del suo genere, precorrendo di molti anni titoli celebri come Tamagotchi e The Sims.

## Modalità di gioco
Il gioco rappresenta la vita quotidiana di un personaggio all'interno della sua casa, che procede autonomamente con limitato controllo da parte dell'utente. La presentazione descrive i personaggi come se fossero realmente esistenti all'interno del computer, e il programma permettesse di vederli e studiarli, da cui il titolo traducibile "piccola gente del computer".
La schermata di gioco è una visuale fissa su uno spaccato della casa, una villetta a tre piani con tutto l'arredamento, tra cui anche caminetto, computer, pianoforte e impianto stereo. La casa è abitata da un uomo e dal suo cane che si aggirano liberamente all'interno svolgendo le ordinarie attività di tutti i giorni: l'uomo mangia, dorme, va in bagno, guarda la TV, suona il pianoforte, fa telefonate, ecc. Il tempo è scandito dall'orologio della casa.
Il gioco non ha un obiettivo vero e proprio; il giocatore può interagire con il personaggio, suggerendogli cosa fare e provvedendo ai suoi principali bisogni fisici ed emotivi.
Tramite combinazioni di tasti si possono compiere direttamente alcune azioni, come far arrivare alla porta di casa cibo per l'uomo o per il cane, far suonare il telefono, o dare una pacca amichevole al personaggio quando si trova in poltrona (appare un braccio meccanico che esegue). Molti altri tipi di comunicazioni si possono mandare al personaggio digitando frasi in inglese, in un'apposita casella di testo in stile macchina da scrivere che appare in cima allo schermo. Il personaggio può reagire in vari modi, in particolare è più accondiscendente alle richieste fatte educatamente, con frasi come "Please play a record for me" ("per favore suonami un disco") o "Please light a fire" ("per favore accendi il fuoco").
Su richiesta il personaggio può anche scrivere a sua volta delle educate lettere al giocatore, dove rivela il proprio nome e spiega le proprie condizioni e desideri.
Tra le tante cose che può fare il personaggio ci sono dei giochi da tavolo in cui sfida direttamente il giocatore. Si possono scegliere i giochi di carte poker e battaglia o un quiz di anagrammi; su Amiga e Atari ST sono disponibili anche il blackjack e un gioco in cui bisogna indovinare le parole mancanti.
I personaggi possono avere caratteristiche e abitudini leggermente diverse. La prima volta che si inizia a giocare con una certa copia del programma, il personaggio viene generato casualmente e salvato sul disco e verrà automaticamente riutilizzato nelle successive sessioni di gioco. Un personaggio nuovo esegue anche una sequenza iniziale in cui ispeziona la nuova casa, dopo la quale inizia l'interazione col giocatore. Un personaggio trascurato può anche finire per ammalarsi ed eventualmente morire.

## Versioni differenti
Il programma ebbe origine su Commodore 64 in versione floppy disk. Questo formato venne utilizzato per tutte le piattaforme, ma per Commodore 64 uscì successivamente anche una versione su cassetta e per ZX Spectrum 128K uscì soltanto la cassetta. Nella versione Commodore su cassetta diverse caratteristiche sono state tagliate, tra cui il poker e il salvataggio del personaggio, che viene creato nuovo a ogni riavvio senza sequenza iniziale.
Nelle versioni per le piattaforme giapponesi il personaggio è una donna. Nella versione Famicom inoltre l'animale domestico è un gatto, e la casa e il gioco in generale hanno struttura più semplificata.

## Accoglienza
Little Computer People venne solitamente giudicato molto bene dalla critica dell'epoca, ricevendo tra l'altro una medaglia d'oro dalla rivista britannica Zzap!64 nella versione per Commodore 64 su disco. 
Vinse il premio per il miglior gioco originale ai Golden Joystick Awards 1985.
Nel 1991 la rivista ACE metteva ancora la versione Commodore 64 tra i migliori giochi per computer di tutti i tempi, nella categoria originalità.
Nel 1996 Computer Gaming World metteva il gioco al 15º posto tra i giochi per computer più spiritosi di tutti i tempi.